# USL Championship 2022
La temporada 2022 de la USL Championship fue la 12.ª edición de la USL Championship. La temporada comenzó el 12 de marzo de 2022 y finalizó el 13 de noviembre del mismo año con la participación de 27 equipos. Esta es la cuarta temporada en la que la liga opera bajo el nombre de "Campeonato USL", después de haber usado el nombre "United Soccer League" hasta 2018.
Fue la primera temporada que se jugó en paralelo a la nueva MLS Next Pro, liga reserva de la MLS.

## Cambio de equipos
Clubes de expansión
- Detroit City FC (desde NISA)
- Monterey Bay FC

En interrupción
- Austin Bold FC
- OKC Energy FC

A otras ligas
- Charlotte Independence (a USL League One)

Clubes reserva de la MLS en interrupción
- Real Monarchs
- Sporting Kansas City II
- Tacoma Defiance

## Equipos participantes
Los siguientes equipos participaron en la temporada 2021.
| Equipo                       | Sede                         | Estadio                       | Año de Fundación | Unión a USL Championship | Afiliación MLS     |
| ---------------------------- | ---------------------------- | ----------------------------- | ---------------- | ------------------------ | ------------------ |
| Conferencia Este             |                              |                               |                  |                          |                    |
| Atlanta United 2             | Kennesaw, Georgia            | Fifth Third Bank Stadium      | 2017             | 2018                     | Atlanta United FC  |
| Birmingham Legion FC         | Birmingham, Alabama          | Protective Stadium            | 2017             | 2019                     | -                  |
| Charleston Battery           | Charleston, Carolina del Sur | Patriots Point Soccer Complex | 1993             | 2011                     | -                  |
| Detroit City FC              | Hamtramck, Míchigan          | Keyworth Stadium              | 2012             | 2022                     | -                  |
| Hartford Athletic            | Hartford, Connecticut        | Dillon Stadium                | 2018             | 2019                     | -                  |
| Indy Eleven                  | Indianápolis, Indiana        | Carroll Stadium               | 2013             | 2018                     |                    |
| Loudoun United FC            | Leesburg, Virginia           | Segra Field                   | 2018             | 2019                     | D. C. United       |
| Louisville City FC           | Louisville, Kentucky         | Lynn Family Stadium           | 2014             | 2015                     | -                  |
| Memphis 901 FC               | Memphis, Tennessee           | AutoZone Park                 | 2018             | 2019                     | -                  |
| Miami FC                     | Miami, Florida               | Riccardo Silva Stadium        | 2015             | 2020                     | -                  |
| New York Red Bulls II        | Montclair, Nueva Jersey      | MSU Soccer Park               | 2015             | 2015                     | New York Red Bulls |
| Pittsburgh Riverhounds       | Pittsburgh, Pensilvania      | Highmark Stadium              | 1999             | 2011                     | -                  |
| Tampa Bay Rowdies            | St. Petersburg, Florida      | Al Lang Stadium               | 2008             | 2017                     | -                  |
| FC Tulsa                     | Tulsa, Oklahoma              | ONEOK Field                   | 2013             | 2015                     | Chicago Fire       |
| Conferencia Oeste            |                              |                               |                  |                          |                    |
| Colorado Springs Switchbacks | Colorado Springs, Colorado   | Weidner Field                 | 2014             | 2015                     | -                  |
| El Paso Locomotive FC        | El Paso, Texas               | Southwest University Park     | 2018             | 2019                     | -                  |
| LA Galaxy II                 | Carson, California           | Dignity Health Track Stadium  | 2014             | 2014                     | LA Galaxy          |
| Las Vegas Lights FC          | Las Vegas, Nevada            | Cashman Field                 | 2017             | 2018                     | -                  |
| Monterey Bay FC              | Seaside, California          | Cardinale Stadium             | 2021             | 2022                     | -                  |
| New Mexico United            | Albuquerque, Nuevo México    | Isotopes Park                 | 2018             | 2019                     | -                  |
| Oakland Roots SC             | California, California       | Laney College Stadium         | 2018             | 2021                     | -                  |
| Orange County SC             | Irvine, California           | Champion Stadium              | 2010             | 2011                     | -                  |
| Phoenix Rising FC            | Chandler, Arizona            | Wild Horse Pass Stadium       | 2014             | 2014                     | -                  |
| Rio Grande Valley FC Toros   | Edinburg, Texas              | H-E-B Park                    | 2015             | 2016                     | -                  |
| Sacramento Republic FC       | Sacramento, California       | Heart Health Park             | 2012             | 2014                     | -                  |
| San Antonio FC               | San Antonio, Texas           | Toyota Field                  | 2015             | 2016                     | -                  |
| San Diego Loyal SC           | San Diego, California        | Torero Stadium                | 2019             | 2020                     | -                  |

## Formato de la competencia
En diciembre de 2021, se anunció el formato de la competencia con dos conferencias, Este y Oeste. Cada equipo jugará 34 encuentros en la temporada regular, dos encuentros de ida y vuelta contra cada equipo de conferencia, y el resto de encuentros con clubes de la otra conferencia. Los primeros siete equipos de cada grupo, avanzarán a la fase de play-offs.

## Clasificación

### Conferencia Este
| Pos. | Equipo                 | Pts. | PJ | G  | E  | P  | GF | GC | Dif. | Clasificación 2022                     |
| ---- | ---------------------- | ---- | -- | -- | -- | -- | -- | -- | ---- | -------------------------------------- |
| 1    | Louisville City FC     | 72   | 34 | 22 | 6  | 6  | 65 | 28 | +37  | Clasifica a semifinales de conferencia |
| 2    | Memphis 901 FC         | 68   | 34 | 21 | 5  | 8  | 67 | 33 | +34  | Clasifica a Play-offs                  |
| 3    | Tampa Bay Rowdies      | 67   | 34 | 20 | 7  | 7  | 73 | 33 | +40  | Clasifica a Play-offs                  |
| 4    | Birmingham Legion FC   | 58   | 34 | 17 | 7  | 10 | 56 | 37 | +19  | Clasifica a Play-offs                  |
| 5    | Pittsburgh Riverhounds | 57   | 34 | 16 | 9  | 9  | 50 | 38 | +12  | Clasifica a Play-offs                  |
| 6    | Miami FC               | 55   | 34 | 15 | 10 | 9  | 47 | 32 | +15  | Clasifica a Play-offs                  |
| 7    | Detroit City FC        | 54   | 34 | 14 | 12 | 8  | 44 | 30 | +14  | Clasifica a Play-offs                  |
| 8    | FC Tulsa               | 42   | 34 | 12 | 6  | 16 | 48 | 58 | −10  |                                        |
| 9    | Indy Eleven            | 41   | 34 | 12 | 5  | 17 | 41 | 55 | −14  |                                        |
| 10   | Hartford Athletic      | 36   | 34 | 10 | 6  | 18 | 47 | 57 | −10  |                                        |
| 11   | Loudoun United FC      | 28   | 34 | 8  | 4  | 22 | 36 | 74 | −38  |                                        |
| 12   | Charleston Battery     | 25   | 34 | 6  | 7  | 21 | 41 | 77 | −36  |                                        |
| 13   | Atlanta United 2       | 23   | 34 | 6  | 5  | 23 | 39 | 85 | −46  |                                        |
| 14   | New York Red Bulls II  | 15   | 34 | 3  | 6  | 25 | 24 | 76 | −52  |                                        |

Actualizado a los partidos jugados el 15 de octubre de 2022.
 Fuente: USL

### Conferencia Oeste
| Pos. | Equipo                       | Pts. | PJ | G  | E  | P  | GF | GC | Dif. | Clasificación 2022                     |
| ---- | ---------------------------- | ---- | -- | -- | -- | -- | -- | -- | ---- | -------------------------------------- |
| 1    | San Antonio FC               | 77   | 34 | 24 | 5  | 5  | 54 | 26 | +28  | Clasifica a semifinales de conferencia |
| 2    | San Diego Loyal SC           | 60   | 34 | 18 | 6  | 10 | 68 | 55 | +13  | Clasifica a Play-offs                  |
| 3    | Colorado Springs Switchbacks | 55   | 34 | 17 | 4  | 13 | 59 | 53 | +6   | Clasifica a Play-offs                  |
| 4    | Sacramento Republic FC       | 53   | 34 | 15 | 8  | 11 | 48 | 34 | +14  | Clasifica a Play-offs                  |
| 5    | New Mexico United            | 51   | 34 | 13 | 12 | 9  | 49 | 40 | +9   | Clasifica a Play-offs                  |
| 6    | Rio Grande Valley FC         | 49   | 34 | 14 | 7  | 13 | 51 | 40 | +11  | Clasifica a Play-offs                  |
| 7    | Oakland Roots SC             | 46   | 34 | 11 | 13 | 10 | 51 | 46 | +5   | Clasifica a Play-offs                  |
| 8    | El Paso Locomotive FC        | 46   | 34 | 13 | 7  | 14 | 56 | 52 | +4   |                                        |
| 9    | Las Vegas Lights FC          | 45   | 34 | 12 | 9  | 13 | 40 | 50 | −10  |                                        |
| 10   | Phoenix Rising FC            | 42   | 34 | 12 | 6  | 16 | 50 | 58 | −8   |                                        |
| 11   | LA Galaxy II                 | 40   | 34 | 11 | 7  | 16 | 53 | 63 | −10  |                                        |
| 12   | Monterey Bay FC              | 40   | 34 | 12 | 4  | 18 | 42 | 59 | −17  |                                        |
| 13   | Orange County SC             | 34   | 34 | 7  | 13 | 14 | 49 | 59 | −10  |                                        |

Actualizado a los partidos jugados el 15 de octubre de 2022.
 Fuente: USL

## Play offs

### Conferencia Este

#### Cuartos de final
| Cuartos de final     | Cuartos de final                                                                                      | Cuartos de final          | Cuartos de final | Cuartos de final |
| Local                | Resultado                                                                                             | Visitante                 | Fecha            | Hora             |
| -------------------- | --- | ------------------------- | ---------------- | ---------------- |
| Tampa Bay Rowdies    | 3:1 (enlace roto disponible en Internet Archive; véase el historial, la primera versión y la última). | Miami FC                  | 22 de octubre    | 19:30            |
| Memphis 901 FC       | 3:1                                                                                                   | Detroit City FC           | 22 de octubre    | 20:00            |
| Birmingham Legion FC | 2:2 (pró.) (7:8 pen.)                                                                                 | Pittsburgh Riverhounds SC | 23 de octubre    | 18:00            |

#### Semifinales
| Semifinales        | Semifinales           | Semifinales               | Semifinales   | Semifinales |
| Local              | Resultado             | Visitante                 | Fecha         | Hora        |
| ------------------ | --------------------- | ------------------------- | ------------- | ----------- |
| Louisville City FC | 2:2 (pró.) (5:3 pen.) | Pittsburgh Riverhounds SC | 29 de octubre | 19:30       |
| Memphis 901 FC     | 0:1                   | Tampa Bay Rowdies         | 30 de octubre | 15:00       |

#### Final
| Final              | Final      | Final             | Final          | Final |
| Local              | Resultado  | Visitante         | Fecha          | Hora  |
| ------------------ | ---------- | ----------------- | -------------- | ----- |
| Louisville City FC | 1:0 (pró.) | Tampa Bay Rowdies | 5 de noviembre | 19:30 |

### Conferencia Oeste

#### Cuartos de final
| Cuartos de final                | Cuartos de final | Cuartos de final     | Cuartos de final | Cuartos de final |
| Local                           | Resultado        | Visitante            | Fecha            | Hora             |
| ------------------------------- | ---------------- | -------------------- | ---------------- | ---------------- |
| Colorado Springs Switchbacks FC | 3:0              | Rio Grande Valley FC | 22 de octubre    | 18:30            |
| Sacramento Republic FC          | 2:0              | New Mexico United    | 22 de octubre    | 19:00            |
| San Diego Loyal SC              | 0:3              | Oakland Roots SC     | 23 de octubre    | 17:30            |

#### Semifinales
| Semifinales                     | Semifinales | Semifinales            | Semifinales   | Semifinales |
| Local                           | Resultado   | Visitante              | Fecha         | Hora        |
| ------------------------------- | ----------- | ---------------------- | ------------- | ----------- |
| San Antonio FC                  | 3:0         | Oakland Roots SC       | 28 de octubre | 19:30       |
| Colorado Springs Switchbacks FC | 2:1 (pró.)  | Sacramento Republic FC | 29 de octubre | 18:00       |

#### Final
| Final          | Final     | Final                           | Final          | Final |
| Local          | Resultado | Visitante                       | Fecha          | Hora  |
| -------------- | --------- | ------------------------------- | -------------- | ----- |
| San Antonio FC | 2:0       | Colorado Springs Switchbacks FC | 6 de noviembre | 19:30 |

### Final del campeonato
| Final          | Final     | Final              | Final           | Final |
| Local          | Resultado | Visitante          | Fecha           | Hora  |
| -------------- | --------- | ------------------ | --------------- | ----- |
| San Antonio FC | 3:1       | Louisville City FC | 13 de noviembre | 22:30 |

### Campeón
| USL Championship 2022    |
| ------------------------ |
| Bandera de Texas         |
| San Antonio FC 1º Título |

## Goleadores
- Actualizado el 13 de noviembre de 2022.

| Pos. | Jugador               | Club                         | Goles |
| ---- | --------------------- | ---------------------------- | ----- |
| 1    | Milan Iloski          | Orange County SC             | 22    |
|      | Phillip Goodrum       | Memphis 901 FC               | 22    |
| 3    | Leo Fernandes         | Tampa Bay Rowdies            | 20    |
| 4    | Óttar Magnús Karlsson | Oakland Roots SC             | 19    |
| 5    | Luis Solignac         | El Paso Locomotive FC        | 16    |
|      | Hadji Barry           | Colorado Springs Switchbacks | 16    |
|      | Augustine Williams    | Charleston Battery           | 16    |